# メアリー・マッカートニー
メアリー・アンナ・マッカートニー（Mary Anna McCartney、1969年8月28日 – ）は、イギリスの写真家、ドキュメンタリー映画製作者、植物由来および菜食主義料理本の著者、活動家。ミートフリーマンデーのグローバルアンバサダーである。

## 生い立ち
1969年8月28日、ロンドンのセント・ジョンズ・ウッド地区にあるアベニュー・クリニックで、アメリカ人写真家のリンダ・イーストマン（1941年 – 1998年）とイギリスのミュージシャンポール・マッカートニー（1942年 – ）の娘として生まれる。母方の異父姉にヘザー・マッカートニー（1962年 – ）、妹のステラ・マッカートニー（1971年 – ）と弟のジェイムズ・マッカートニー（1977年 – ）、父方の異母妹ベアトリス・マッカートニー（2003年 – ）がいる。
子供たちは全員がベジタリアンとして育てられた（両親はどちらも著名なベジタリアン活動家だった）。2009年、彼女は（ポールやステラとともに）イギリスでミートフリーマンデーを立ち上げた。

## 経歴

### 写真と映画
2015年、「1000年以上の歴史の中で最も長い在位期間を誇る英国君主」を祝うキャンペーンの一環として、エリザベス2世女王の写真を撮る人物に選ばれた。
2021年1月には、アビー・ロード・スタジオのドキュメンタリーを監督することが発表された。彼女は「幼い頃の私の最も古い記憶のいくつかは、アビー・ロードで過ごした時間に占められています。（中略）私は長い間、この歴史的な場所の物語を伝えたいと思っていました。」と語った。このドキュメンタリーには、彼女の父親であるポール・マッカートニーのほか、ジミー・ペイジ、ケイト・ブッシュ、ノエル・ギャラガー、リアム・ギャラガー、ピンク・フロイド、ジョン・ウィリアムズ、セレステ、エルトン・ジョン、ジャイルズ・マーティン、シャーリー・バッシーのインタビューも収録される予定である。メアリーは「インタビューで私が求めていたのは、ミュージシャンたちがアビーロードを本う思っているのかを掘り下げることでした。『アビー・ロードのことを本当に気にいっているのか？　建物であれば、取り敢えずここでレコーディングしたらいいんじゃないか、とか。でも、本当に気にいっているのか？』と。そしてインタビューから、彼らがアビー・ロードを本当に懐かしく思っていることがよくわかると思います」と語った。ドキュメンタリー映画『アビー・ロード・スタジオの伝説』は、2022年11月に開催されるアビー・ロード・スタジオ90周年記念イベントの目玉として制作された。

### 料理

#### 料理本
メアリーは、2冊のベジタリアン向け料理本『Food: Vegetarian Home Cooking』（2012年）と『At My Table: Vegetarian Feasts for Family and Friends』（2015年）を出している。2023年には著名人向けに創作した60種類のレシピを掲載した植物由来の料理本『Feeding Creativity: A Cookbook for Friends and Family』を著した。
2021年、メアリー、ポール、ステラはリンダのベジタリアンレシピ90品を植物由来の料理本『Linda McCartney's Family Kitchen: Over 90 Plant-Based Recipes to Save the Planet and Nourish the Soul』（リンダ・マッカートニーのファミリーキッチン: 地球を救い魂に栄養を与える90以上の植物由来レシピ）にまとめた。『Linda McCartney's Family Kitchen』は2021年のIVFF (The International Vegan Film Festival) の料理本コンテストにノミネートされた。

#### 料理番組
メアリーが司会を務めるDiscovery+/フード・ネットワークの植物由来の料理番組『Mary McCartney Serves It Up』は、シーズン1が2021年2月から、シーズン2が2021年11月から、シーズン3が2022年11月から放映された。この番組は2022年のデイタイム・エミー賞にノミネートされた。

## 私生活
メアリーは1998年9月26日にアリスター・ドナルドと結婚し、2人の息子が生まれたが2007年に離婚した。2010年にサイモン・アブードと結婚し、2人の間には2人の息子がいる。

## 受賞とノミネーション

### デイタイム・エミー賞
| 年     | 部門           | 番組名                      | 役割 | 結果       | 脚注   |
| ------ | -------------- | --------------------------- | ---- | ---------- | ------ |
| 2022年 | 優秀料理番組賞 | Mary McCartney Serves It Up | 司会 | ノミネート | [ 28 ] |

## 著書

### 料理本
- Feeding Creativity: A Cookbook for Friends and Family. Taschen America, 2023. ISBN 978-3836589420.
- McCartney, Linda (with Paul, Mary, and Stella McCartney). Linda McCartney's Family Kitchen: Over 90 Plant-Based Recipes to Save the Planet and Nourish the Soul.. Voracious/Little, Brown, 2021. ISBN 978-0-316-49798-5.[16]
- At My Table: Vegetarian Feasts for Family and Friends. Chatto & Windus, 2014. ISBN 978-0-70118-937-2.[14][13]
- Food: Vegetarian Home Cooking. Chatto & Windus, 2012. ISBN 978-0-70118-625-8.[13]
- The Meat Free Monday Cookbook: A Full Menu for Every Monday of the Year. Kyle, 2011. ISBN 978-0-85783-067-8. Foreword by Paul, Stella, and Mary McCartney.[3]

### 写真集
- Mary McCartney: From Where I Stand. Thames & Hudson, 2010. ISBN 978-0-50054-392-4.[32]
- Mary McCartney: Monochrome & Colour. GOST, 2014. ISBN 978-1-91040-101-9.[33][34]
- Mary McCartney: Twelfth Night. HENI, 2016. ISBN 978-0-9933161-1-1.[35]
- Mary McCartney: The White Horse. Rizzoli, 2018. ISBN 978-0-8478-5849-1.[36]
- Mary McCartney: Paris Nude. HENI, 2019. ISBN 978-1-912122-23-3.[37]

## 写真展
- Off Pointe: A Photographic Study of the Royal Ballet After Hours、ロイヤル・オペラ・ハウス、ロンドン（2004年）、英国王立写真協会による展示、ロンドン（2019年）[38]
- British Style Observed、ロンドン自然史博物館（2008年）[39]
- From Where I Stand、ナショナル・ポートレート・ギャラリー及びマイケル・ホッペン・ギャラリー、ロンドン（2010年）[32]
- Linda McCartney and Mary McCartney: Mother, Daughter、ガゴシアン・ギャラリー（英語版）、ニューヨーク（2015年）及びフォトグラフィスカ（英語版）、ストックホルム（2018年）[40][5][41]
- Undone.、イジー・ギャラリー、トロント（2017年）[42]

## 映画
- 『アビー・ロード・スタジオの伝説（英語版）』（2002年） – 監督

## 関連資料
- インタビュー、2020年1月19日
- メアリー・マッカートニーはリンダとポールの僅かな力添えでアーティストになった - ウォール・ストリート・ジャーナル（2018年8月28日）